# Espiral (cómic)
Spiral (en la traducción española, Espiral) es una supervillana de ficción que aparece en los cómics americanos publicados por Marvel Comics, comúnmente en asociación con Longshot o los X-Men. Creada por la escritora Ann Nocenti y el dibujante Art Adams, el personaje apareció por primera vez en Longshot # 1 (septiembre de 1985). Ella fue establecida como lugarteniente del archienemigo de ese personaje titular, Mojo. Antes de que Longshot se uniera a los X-Men, Espiral también se convirtió en una adversaria recurrente de ese equipo y de cada uno de los varios subgrupos de X-Men. Además de servir como archienemiga se convirtió en aliada del miembro de X-Men, Psylocke. Luego se unió a un equipo de Fuerza-X dirigido por Tormenta, miembro de los X-Men / Vengadores.

## Historia

### "Ricochet" Rita (Rita Carambola en su edición española)
El verdadero nombre de Espiral es Rita Wayword, más conocida como Rita Carambola, actriz y especialista de cine profesional que se hizo amiga de Longshot cuando este apareció por primera vez en la Tierra y terminó por enamorarse de él. Cuando Longshot trató de regresar a su dimensión de origen, el "Mojoverso", Rita se fue con él, solo para ser capturados por el amo supremo de la dimensión: Mojo. Longshot fue rápidamente lobotomizado para olvidarse por completo de Rita, mientras que un destino mucho peor le esperaba a ella.

### Transformación
Rita fue prisionera de Mojo por varios años. En esa época, Rita se convirtió en tutora de las creaciones de Mojo: la versión infantil de los X-Men, los X-Babies. Mojo obligó a su director científico, Arize, para que llevara a cabo extremas modificaciones físicas y mentales a Rita para convertirla en una fiel subordinada. Durante estos experimentos le implantó cuatro brazos más (dos de los cuales son robóticos), volvió su cabello gris y sus ojos amarillos, y "evolucionó" su mente al punto de que ahora podía "ver" hacía otras dimensiones a fin de poder teleportarse. También le entrenó en las artes oscuras de la magia. Por último, en un acto cruel, Mojo envió a Espiral hacia atrás en el tiempo, de forma que ella misma manipulara los eventos que la transformaron de Rita a Espiral.

### Llegada a la Tierra
Espiral fue enviada a la Tierra por Mojo para capturar y matar a su viejo amor, Longshot, que dirigía la rebelión contra Mojo. En algún momento desconocido, Espiral se encontró varada en la Tierra. Ella fue encontrada por la Dra. Valerie Cooper y fue reclutada en Fuerza Libertad, una versión renovada de la segunda Hermandad de mutantes diabólicos. A pesar de estar completamente loca y más sedienta de sangre que sus nuevos compañeros de equipo, ella se convirtió en un miembro valioso del equipo, y ayudó a combatir a los X-Men en varias ocasiones. Ella fue la responsable del secuestro de la mujer-X Rachel Summers para enviársela a Mojo. También fue instrumental en la victoria de Fuerza Libertad contra los Vengadores y los Vengadores de la Costa Oeste, cuando fueron enviados por el gobierno de EE. UU. para detener a los héroes. Con sus poderes mágicos, temporalmente robó al Capitán Marvel sus poderes energéticos y también derrotó a Iron Man, dos de los Vengadores más poderosos de la historia.

### La "Tienda de Cuerpos" ("Body Shoppe")
Espiral también dirige un laboratorio genético-científico conocido como la "Tienda de Cuerpos" ("Body Shoppe"). Gracias a la biotecnología de Mojo, Espiral tiene acceso a un montón de material. Espiral fue quien transformó a Lady Deathstrike en un cyborg, y "renovó" a los cyborgs Cole, Macon, y Reece (los Reavers) originalmente creados por Donald Pierce. También implantó unos ojos cibernéticos a Psylocke cuando estuvo cautiva en el Mojoverso, que en realidad eran cámaras de Mojo para espiar a los X-Men.

### Transformación de Psylocke
Junto con Mojo, Espiral desempeñó un papel especial en la transformación de la apariencia física de la mujer-X Psylocke, que cambió de una rubia anglosajona a una mujer de Asia Oriental. Spiral fue contactada por Nyoirin, un líder del bajo mundo japonés, para ayudarle a separar a su asesina suprema, Kwannon, de su amante, Matsu'o Tsurayaba, líder del clan de ninjas japoneses La Mano. Cuando Kwannon fue herida accidentalmente por Matsu'o, Espiral apareció ante él, ofreciéndole la oportunidad de salvar a la joven. Esto consistía en trasladar su mente y alma a un cuerpo nuevo. Psylocke había sido encontrada por La Mano luego de pasar el Sitio Peligroso, pero en un coma tan profundo, que la creyeron muerta. Espiral se aprovechó de esto, y realizó en proceso en su "Tienda Corporal". Como Psylocke seguía viva, ambas mujeres intercambiaron cuerpos. También se fusionaron sus mentes y sus estructuras genéticas, dando a cada uno de ellos rasgos de la personalidad y características físicas de la otra, además de reducir a la mitad sus poderes telepáticos. Esto dio lugar a mucha confusión respecto a cuál de los dos era la verdadera Betsy Braddock cuando Kwannon, con el nombre de Revanche, apareció por primera vez. Aparte de su maldad, las razones de Spiral para hacer esto (si las hay) son aún desconocidas.
A pesar de que fue una leal servidora de Mojo, Espiral está profundamente resentida por su crueldad hacia ella. En particular, Espiral rechaza terminantemente lastimar a Longshot, a pesar del resentimiento que le tiene por su abandono. Espiral se permite cierta hostilidad hacia Mojo, pues sabe que él la necesita para viajar entre las dimensiones. Durante el periodo en que Mojo se creyó muerto, Espiral pudo recuperar parte de su libertad, y enfrentó también a X-Factor y Excalibur.

### Apocalipsis
Espiral reveló que conquistó una línea temporal alternativa y se refirió a sí misma como Apocalipsis. Se las arregló para matar a la mayoría de los héroes de aquella Tierra, a excepción de Cable y Fuerza-X. Espiral había secuestrado a ese universo a Mancha solar y lo torturó, hasta que fue derrotada por Shatterstar.

### Regreso de Mojo
Justo antes de los acontecimientos de Dinastía de M, Espiral y Mojo atacaron a los X-Men durante una sesión de entrenamiento en la Sala de Peligro. Espiral transformó a la mayor parte de los X-Men en sus versiones X-Babies, pero es incapaz de hacer lo mismo a Psylocke debido a su extraña conexión. Spiral, sin embargo, es capaz de paralizar a Psylocke y conjur una mordaza para ella. Cuando Espiral y Mojo son derrotados, todos los X-Men vuelven a la normalidad. Después de esto, Emma Frost dijo que utilizaría sus poderes para asegurarse de que Mojo y Spiral nunca volverían a molestar a los X-Men de nuevo, aunque al parecer esta amenaza nunca se llevó a cabo.

### Especies en Peligro
Spiral fue uno de los nueve genios criminales que Bestia busca cuando se trata de revertir los efectos del "Día-M" sobre la población mutante.
Más tarde, Spiral se teleporta ante Bestia, diciendo que Mojo está disgustado con el hecho de los mutantes son ahora una especie en peligro de extinción. Spiral comentó que la ciencia le está cegando para encontrar la solución real para salvar a los mutantes. Spiral le dice también que su "Tienda de Cuerpos" no lo puede arreglar.
Sus últimos comentarios antes de teletransportarse fueron: "Sabemos que cuando la ciencia termina... la magia comienza."

### Hermandad de mutantes diabólicas
Spiral es invitada por la Reina Roja (Madelyne Pryor) para unirse con su Hermandad de mutantes diabólicos femenina. Después de un breve enfrentamiento con Domino, la Hermandad se robar el cadáver de Revanche de su tumba en Tokio. Madelyne lleva a cabo una ceremonia con la asistencia de Espiral para transferir el alma de la secuestrada x-man Psylocke a su cuerpo original otra vez. Más tarde, la Hermandad se enfrenta a los X-Men. Espiral combate contra Coloso y Nightcrawler, mientras que la Reina Roja se roba un mechón de cabello de Jean Grey de la habitación de Wolverine. Eventualmente se teletransportan a la base de la Hermandad. De vuelta en la base, la Hermandad se separó en 2 grupos: las hermanas Mente Maestra (Martinique y Reegan) y Psylocke, y Espiral, Lady Deathstrike, Chimera y Madelyne. Estas últimas van a la tumba de Jean Grey. Espiral combate a Northstar, y cuando Pryor es derrotada, Espiral y el resto de la Hermandad escapan.

### Uncanny X-Force
Por razones aun desconocidas, Espiral fue desterrada del Mojoverso por Mojo. Mojo, además, canceló sus habilidades de teletransportación. En la Tierra, Spiral se instaló como indigente en Los Ángeles, California, haciendo equipo con una joven mutante conocida como Ginny. Espiral fue reclutada como una de las nuevas integrantes del equipo de Fuerza-X dirigido por Psylocke y Tormenta con el propósito de combatir a unas criaturas conocidas como Los Resucitados, que en realidad son Mummudrais (parásitos extraterrestres) al servicio de la malvada criatura conocida como Cassandra Nova. Mientras Spiral buscaba pistas de una desaparecida Ginny, descubrió que la joven había sido poseída por Nova con el propósito de servirle como cuerpo huésped (llamada la Reina Resucitada). Nova le ofreció trabajar para ella, pero Espiral se negó y buscó la ayuda de la Fuerza-X para combatirla.

## Poderes
Spiral tiene poderosas habilidades místicas. Con gestos o movimientos de baile, ella puede teletransportarse, y a numerosas personas a través de grandes distancias. Hechizos de teleportación de gran alcance requieren movimientos de baile más complicadas. Espiral a menudo incorpora cuchillos y espadas en los hechizos más complicados. Espiral también puede disfrazarse gracias a su magia. Espiral puede abrir puertas entre las dimensiones y viajar a través del tiempo, aunque se ha dado a entender que a veces requiere la ayuda de Mojo para teletransportarse con éxito de una dimensión a otra.
Cuando apareció por vez primera, Espiral, que era una poderosa hechicera, y durante sus dos primeros encuentros con los X-Men, derrotó al equipo por sí sola. Se ha revelado recientemente como una candidata a ser el próximo Hechicero Supremo después del Doctor Extraño por el ojo de Agamotto.
Spiral es una combatiente mano a mano y espadachina altamente calificada. Sus seis brazos están totalmente coordinados, dándole una gran destreza y habilidad atlética.
Spiral ha demostrado habilidades muy desarrolladas en la cibernética y la manipulación genética que ha utilizado para convertir los seres humanos en cyborgs de gran alcance en su "Tienda Corporal". Los más notable son Lady Deathstrike y los cibernéticos Reavers.

## Otras Versiones

### Ultimate Spiral
En el universo Ultimate Marvel, Spiral es una ciudadano del Estado dee Genosha y la novia de Longshot. Ella se diferencia de la Spiral original, porque no es una villana y no tiene poderes mágicos, además de ser mutante.

### Amalgam Comics
Espiral se fusiona con Harley Quinn de DC Comics para conformar a Spiral Harley.

## En otros medios

### Televisión
- Spiral apareció en la serie animada X-Men, con la voz de Cynthia Belliveau. Ella trabajó para Mojo y lo ayudó a capturar a los X-Men y obligarlos a actuar en programas de televisión. Eventualmente, sin embargo, ella traicionó a Mojo después de encontrarse y enamorarse de Longshot. Sin embargo, su relación tuvo problemas y empeoraron debido a esto Spiral regresó al lado de Mojo en su segunda aparición.
- Espiral apareció en Wolverine and the X-Men, con la voz de Grey DeLisle. Ella aparece junto a los Reavers que atacan barcos con destino a Genosha para escoger los mutantes dignos para el programa de Mojo. Después de que los Reavers fueron derrotados, Nightcrawler luchó contra ella. Cuando amenazó a Sammy Paré, Nightcrawler lo rescató y le arrancó los cuatro brazos robóticos, lo que provocó que ella y los Reavers se retiraran. Sin embargo, Spiral secuestró tanto a Nightcrawler como a Scarlet Witch en uno de los shows de Mojo y ayudó a Mojo a desatar un Wolverine controlado sobre ellos. Wolverine fue liberado y los tres cautivos sobrevivieron, pero Espiral y Mojo escaparon y se supone que planean regresar. Una mujer de pelo negro llamada "Ricochet" es vista como la figura principal de la nave de los Reavers. Dada la historia de fondo de Espiral implica torturar su pasado, esto podría muy bien ser Espiral en su vida pasada como "Rita Waywood".

### Videojuegos
- Ella es un personaje jugable en el juego de peleas X-Men: Children of the Atom y Marvel vs Capcom 2: New Age of Heroes. Con la voz de Catherine Disher.
- Ella es la villana principal del juego X-Men 3: Mojoworld.
- En el videojuego basado en la película X-Men Origins: Wolverine, Wolverine lucha contra varias mutantes femeninas con múltiples brazos y espada (posiblemente basadas en Espiral) que trabajan para Gambito en todo el nivel del casino.
- Spiral aparece en el final de Viewtiful Joe en el juego Marvel vs Capcom 3: Fate of Two Worlds. Ella y Mojo se muestran trabajando como productores en un programa policial en el que Joe protagoniza.
- Spiral aparece en Marvel: Avengers Alliance. Ella aparece como un héroe de recompensa de temporada 11 PvP. Ella también puede ser comprada en el juego por 135 Puntos de Comando.
- Spiral aparece como personaje jugable en Marvel Contest of Champions.

### Novelas
- En la novela ambientada en el universo de X-Men Prisoner X (1998), escrita por su creadora Ann Nocenti, Espiral y Rita Carambola aparecen como dos personajes independientes (tal como los ideó Nocenti originalmente para la serie Longshot).[3] Nocenti no estaba de acuerdo con el canon establecido por el guionista Fabian Nicieza en X-Factor Annual # 7 (1992), que explica que ambas son la misma persona, y prefirió obviarlo en esta historia fuera de la continuidad Marvel:

[...] no era mi intención que Rita se convirtiera en Espiral